# Ludwig von Lebzeltern

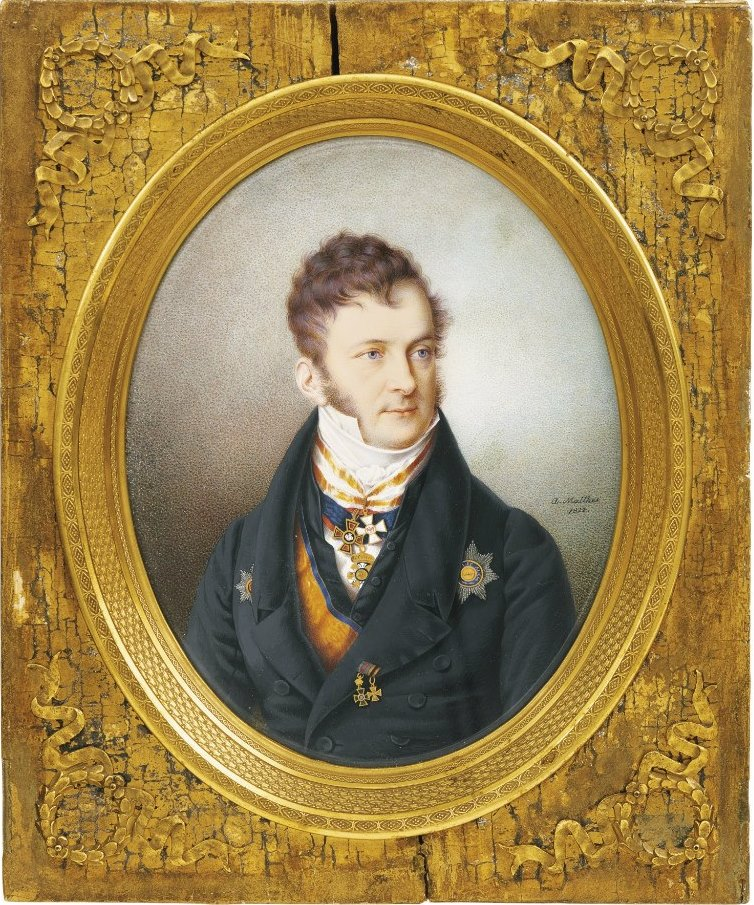
Graf Ludwig von Lebzeltern

Ludwig von Lebzeltern (* 20. Oktober 1774 in Lissabon, Portugal; † 18. Januar 1854 in Neapel, Königreich beider Sizilien) war in der ersten Hälfte des 19. Jahrhunderts Diplomat des österreichischen Kaiserreichs und ein Vertrauter Metternichs.

## Leben
Die Lebzeltern wurden zu Zeiten Kaiser Rudolf II. geadelt. Ludwigs Vater, Baron Adam de Lebzeltern (1735–1818), war lange Zeit Vertreter Österreichs in Portugal, wo sein Sohn 1774 geboren wurde. Seine Mutter war eine Französin, Isabella d’Arno Courville, deren Familie nach Spanien ausgewandert war. Gerüchten zufolge sei Ludwig ein Halbbruder von Reichskanzler und Außenminister Karl Robert von Nesselrode gewesen, dessen leiblicher Vater ebenfalls der Diplomat Adam Freiherr von Lebzeltern gewesen sein soll.
Schon früh wurde Ludwig durch seinen Vater in die Kunst der Diplomatie am königlichen Hof zu Lissabon eingeführt. Siebzehnjährig arbeitete er schon in der Gesandtschaftskanzlei in Lissabon. 1798 war er Botschaftssekretär in Madrid, zum ersten Mal nach Rom berufen wirkte er ab 1801 fünf Jahre als Sekretär des kaiserlichen Botschafters am päpstlichen Stuhl. Es entwickelte sich eine tiefe Freundschaft zwischen ihm und Pius VII. 1809 lernte er Metternich persönlich kennen, von dem er den delikaten Auftrag erhielt, die Schwierigkeiten der Eheschließung zwischen Marie-Louise und Napoleon auf diplomatischen Weg zu beseitigen. Dann wurde er nach Russland beordert, wo er am Zustandekommen der österreichisch-russischen Allianz an entscheidender Stelle beteiligt war. Von 1810 bis 1813 war er als Sekretär des Grafen Metternich nach Paris beordert.

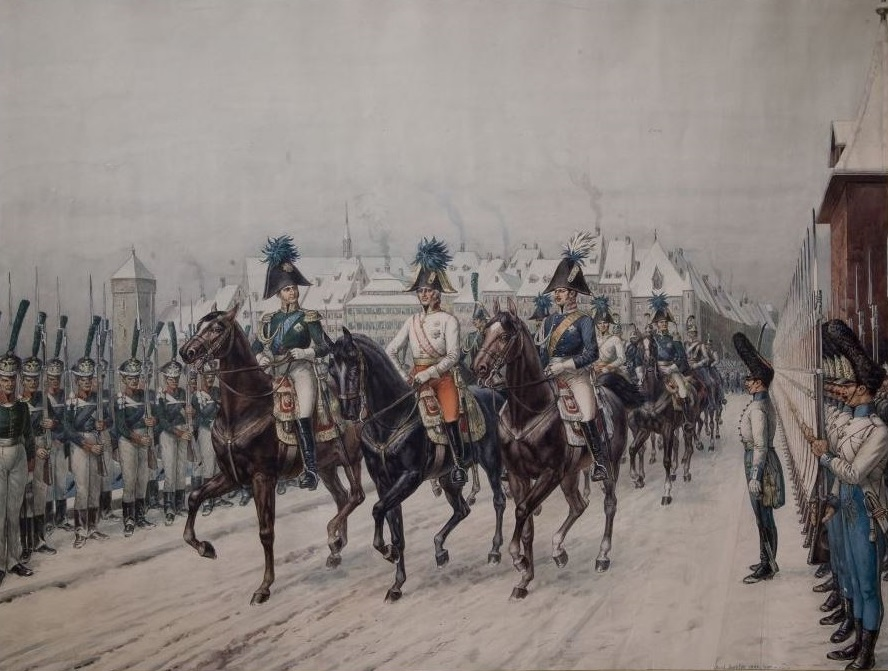
Der Durchmarsch der Alliierten durch Basel war ein diplomatischer Erfolg von Lebzeltern: Am 13. Januar 1814 gegen Mittag reiten (v. l. n. r.) Zar Alexander, Kaiser Franz und König Friedrich Wilhelm bei Basel über die Rheinbrücke nach Frankreich, Illustration von Karl Jauslin

1813–14 war ein Tätigkeitsschwerpunkt in der Schweiz. In Zürich bemühte Lebzeltern sich zusammen mit dem russischen Gesandten Ioannis Kapodistrias bei Hans von Reinhard und Niklaus Rudolf von Wattenwyl um den Beitritt der Eidgenossenschaft zur Allianz gegen Napoleon. Doch diese reagierten am 18. November 1813 mit der Neutralitätserklärung. Dennoch erreichte er die Zustimmung zum alliierten Durchmarsch durch Basel nach Frankreich. Innenpolitisch trug er im Sinne der Restauration wesentlich dazu bei, die Mediationsakte durch den Bundesvertrag von 1815 zu beseitigen. 1814 ging er wieder nach Italien; 1816 erfolgte seine Berufung nach St. Petersburg. 1823 heiratete er die Gräfin Zenaida, die älteste Tochter des Grafen Iwan Stepanowitsch Lawal.
Während seines Aufenthaltes in Russland war ihm Felix zu Schwarzenberg als Gesandtschaftsattaché zugeteilt, den er in den Staatsdienst einführte. In den Wirren nach dem Tod Zar Alexanders im Dezember 1825 gewährte er seinem Schwager Sergei Petrowitsch Trubezkoi Asyl in der österreichischen Gesandtschaft, was seine diplomatische Karriere beendete. Metternich wollte seinen Günstling als Gesandten am heiligen Stuhl platzieren, aber Papst Leo XII. lehnte ihn ab. Auch eine Position in London zerschlug sich. Seine letzte diplomatische Tätigkeit war als Gesandter in Neapel von 1830 bis 1843. Dort hatte er allerdings ständig mit den Anfeindungen durch Ferdinand II. zu kämpfen. Dort verblieb er auch im Ruhestand und verstarb in Neapel.

## Auszeichnungen
Lebzeltern war Geheimer Rat und wurde vom Kaiser mit dem Orden der Eisernen Krone I. Klasse, dem königlich-ungarischen St. Stephans-Orden und dem goldenen Zivil-Ehrenkreuz ausgezeichnet. In Anerkennung seiner großen Verdienste wurde er 1823 in den erbländischen Grafenstand erhoben. Außerdem hatte er Orden von Russland, Preußen, Sardinien, Toscana und Sizilien verliehen bekommen.

## Familie
Aus der Ehe mit Zenaïde Gräfin Laval hatte er nur eine Tochter Alexandrine (* 1. Jänner 1827), die sich am 11. Mai 1832 mit dem Viconte Jean-Augustin Dés Cars vermählte; seit September 1860 Witwe. Mit dem Tod des ersten und einzigen Grafen Ludwig 1854 erlosch diese gräfliche Linie des Hauses Lebzeltern im Mannesstamm wieder.